# カスク (潜水艦)
カスク (USS Cusk, SS/SSG/AGSS-348) は、アメリカ海軍の潜水艦。バラオ級潜水艦の一隻。艦名はタラ科の食用魚アツカワダラのアメリカ名カスク（Cusk）に因む。本種はイギリスではTusk、カナダではTorskと呼ばれ、いずれも潜水艦名に採用されている。

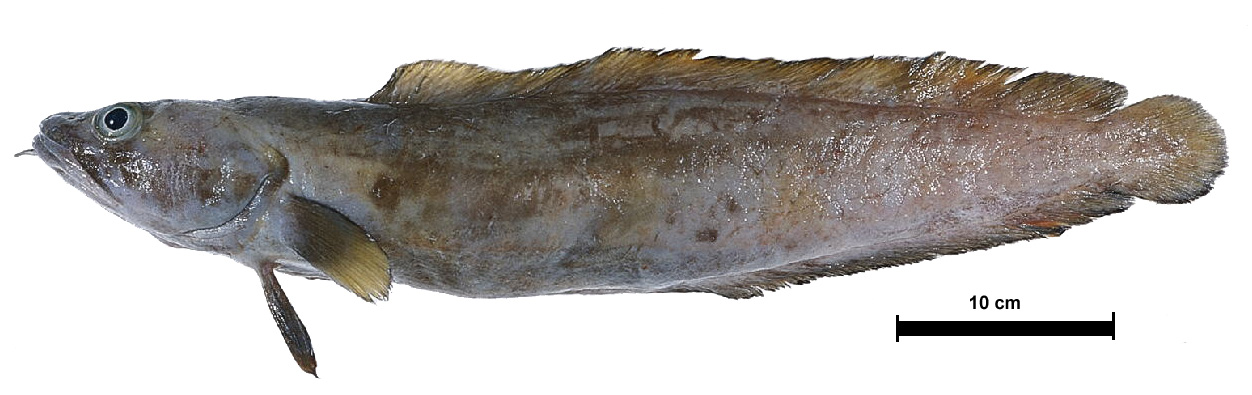
アツカワダラ（Cusk）

## 艦歴
カスクは1944年5月25日にコネチカット州グロトンのエレクトリック・ボート社で起工した。1945年7月28日にC・S・ジレット夫人およびW・G・リード夫人によって命名、進水式が行われる。1946年2月5日に艦長ポール・E・サマーズ中佐の指揮下就役する。

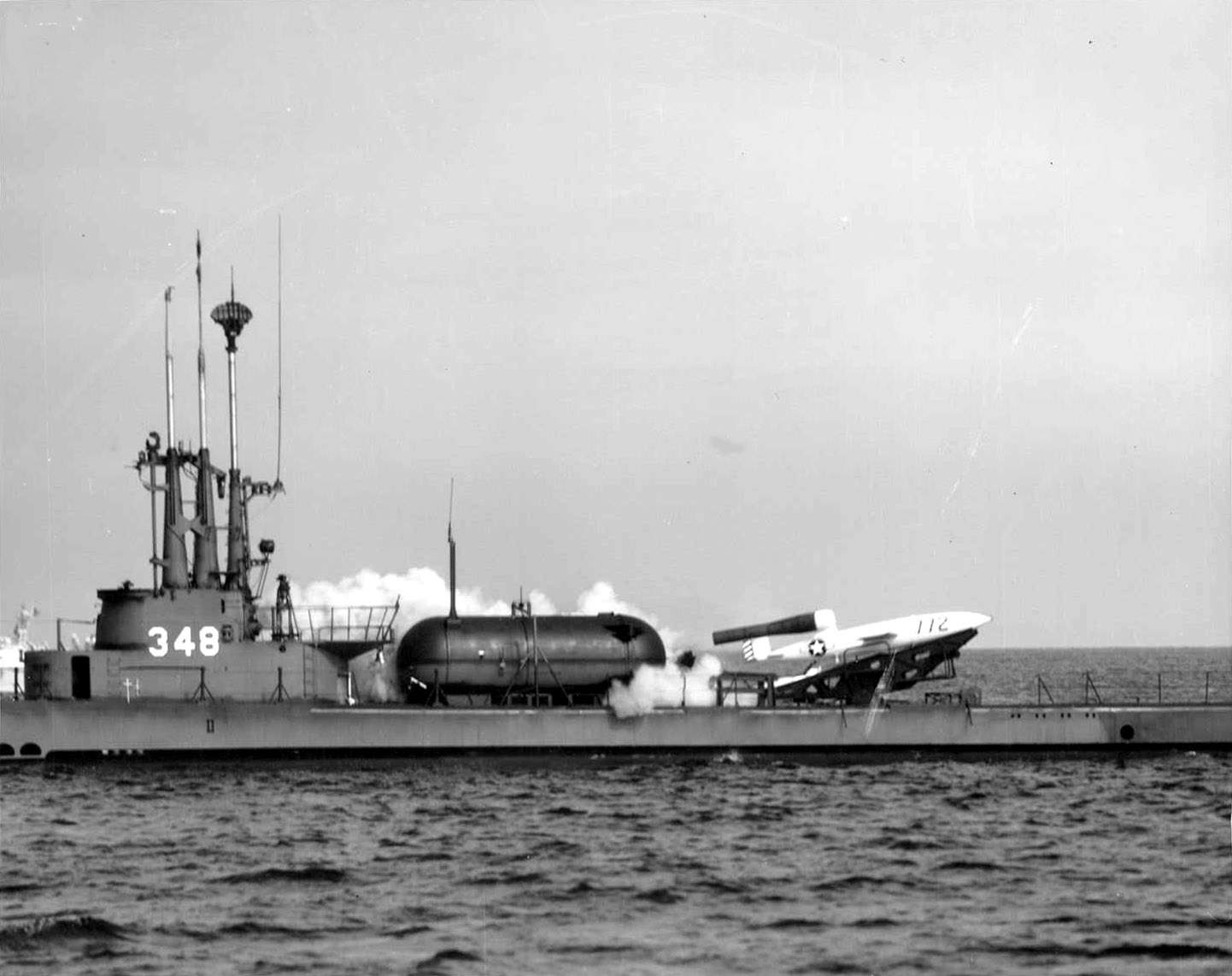
KGW-1 Loon (JB-2) を発射するカスク、1951年。

1946年4月24日にニューロンドンを出航したカスクはカリブ海を通過し、1946年6月6日にサンディエゴに到着した。7月16日から8月20日にかけてアラスカ、北極海を巡航し、後にサンディエゴ近海を回る。1947年にミサイル発射台が装着され、艦上からJB-2ミサイルを発射する試験に使用される。1948年1月20日にSSG-348（ミサイル潜水艦）に艦種変更され、デッキ上からミサイルを発射する最初の潜水艦となった。
カスクは1954年に「フリート・シュノーケル」改修および近代化のためメア・アイランド海軍造船所入りし、1954年7月1日に再びSS-348へ艦種変更されたものの、特別誘導設備を装備していたためレギュラスミサイル計画に留まった。
1957年5月13日にカスクは新たな母港の真珠湾に到着する。ミサイル誘導任務はタニー (USS Tunny, SSG-282) およびカーボネロ (USS Carbonero, SS-337) と共に行われ、1957年はハワイ海域での作戦活動やサンディエゴへの巡航を行い、1958年および60年には極東での任務を行った。
1961年の秋にカスクはレギュラスミサイルの誘導設備が撤去され、攻撃型潜水艦に戻る。カホオラウェ島沖での MK 14 Mod 3 新型魚雷の発射テストを成功した後、1962年1月に WesPac に向けて出航する。この間に第7潜水小艦隊の機雷敷設プラットフォームに指定されたカスクはキュービ・ポイント海軍航空基地で魚雷を全部降ろし、新型のMK 27 機雷4個と MK 10 機雷18個を積載。12日後にスービック湾を出航し中城湾に入り、機雷敷設艦として機雷の敷設に成功。
1969年6月に国防長官は老朽化した艦艇100隻の退役を命じた。カスクはリストの中にあり、AGSS-348（実験潜水艦）に艦種変更された。1969年9月にサンフランシスコのハンターズ・ポイント海軍造船所へ向けて最後の航海に出航。1969年9月24日に除籍され、1972年6月26日にスクラップとして売却された。